# Стринадюк Микола Богданович

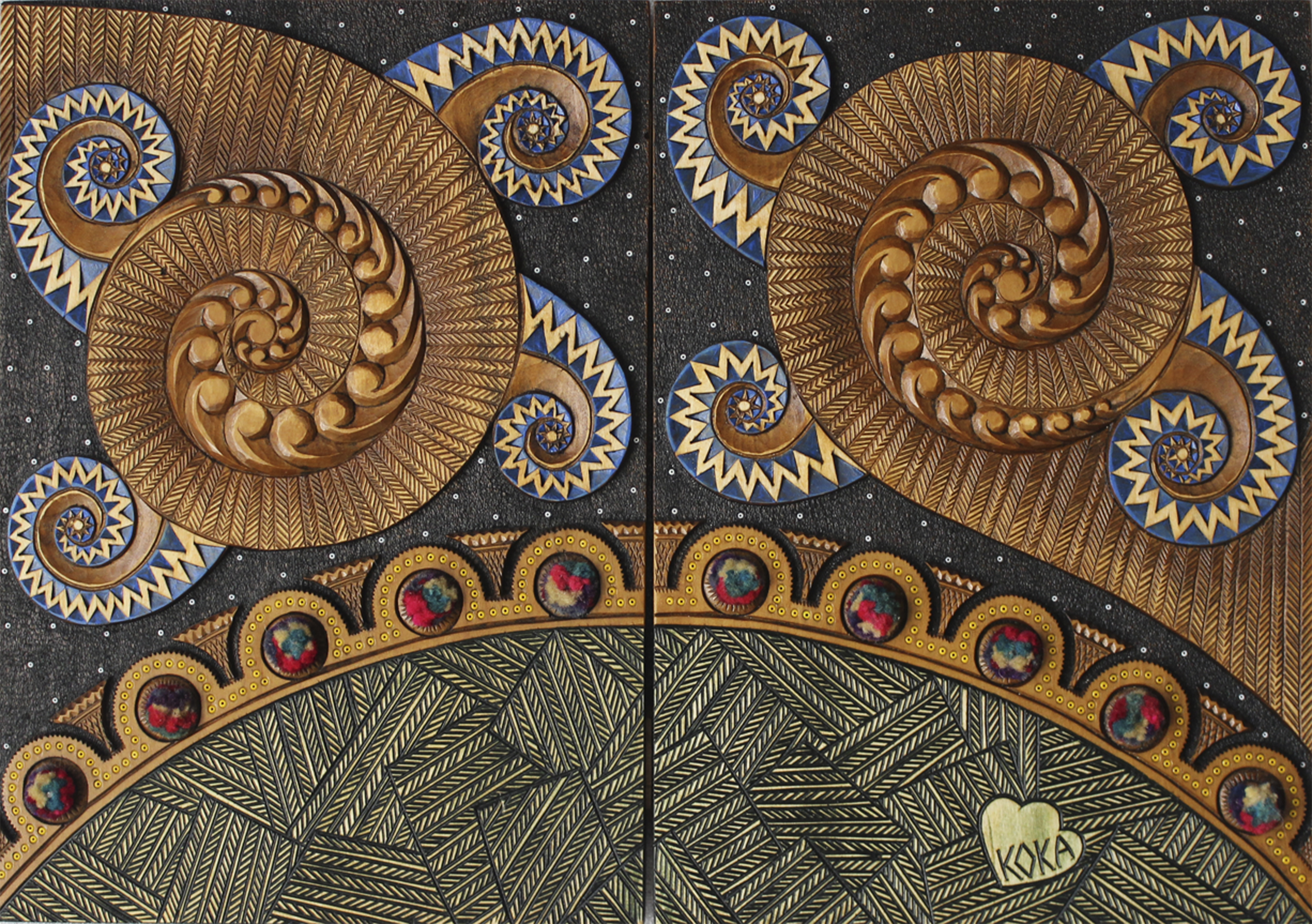
Диптих "Цвіт папороті". Липа. Суха різьба, тонування, аплікація. 2016 р.

Микола Стринадюк (*23 березня 1962, м. Косів, Івано-Франківська область, УРСР, СРСР) — український майстер-різьбяр. 

## З життєпису
Народився 23 березня 1962 року в місті Косові. Ще в дитячі роки, навчаючись в косівській середній школі №1, на у роках трудового навчання опанував основи різьблення та інкрустації. Юнацьке захоплення переросло в любов на все життя. 
У 1977 році він вступає до Косівського технікуму народних художніх промислів на відділ художньої обробки дерева. Отримавши фахові знання з композиції, роботи в матеріалі, технології, створює свої перші авторські роботи. 
Любов до обраної професії приводить його після завершення навчання до виробничо-художнього об'єднання «Гуцульщина», де він працює творчим майстром різьби по дереву. 

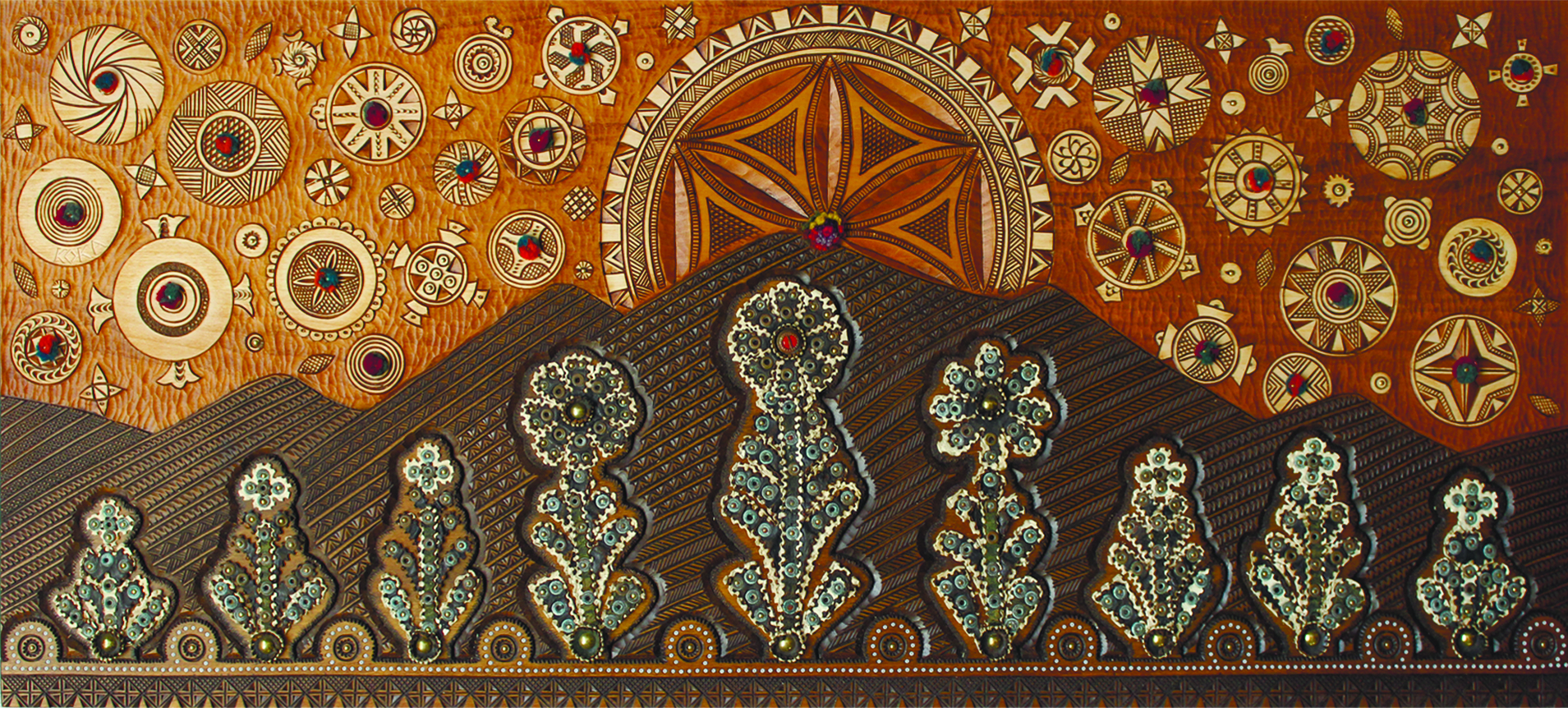
Пласт "Космічні Карпати". Липа. суха різьба, тонування, аплікація. 2016р.

З 1989 до 1994 року працює в Косівському художньо-виробничому комбінаті, пробує себе в галузі художнього оформлення інтер’єру. 
Творчі роботи митця знаходяться в приватних колекціях як в Україні, так і закордоном. Він є учасником багатьох регіональних, обласних, всеукраїнських виставок. 
З 2008 року член Національної спілки художників України.

## Джерело-посилання
- Андрейканіч А. І. Кокафонія. Микола Стринадюк., Косів: ВД «Довбуш», 2017. — 36 с., іл. [Архівовано 28 жовтня 2020 у Wayback Machine.]
- Андрейканіч А. І. Код доступу... Микола Стринадюк., Косів: ВД «Довбуш», 2017. — 40 с., іл [Архівовано 17 січня 2021 у Wayback Machine.]